# Gościsław (imię)
Gościsław – staropolskie imię męskie. Składa się z członu Gości- ("gościć", rozkaźnik "gość!") i -sław ("sława"). Mogło zatem oznaczać "ten, który zdobywa sławę goszcząc w obcych stronach, w najazdach, wojnach" lub in. Jego formę pochodną mogło stanowić m.in. imię Gosław.
Gościsław imieniny obchodzi 18 kwietnia.
Żeński odpowiednik: Gościsława